# Мари Бомонт
Мари Бомонт (на английски: Marie Beaumont) е общ псевдоним на сестрите Елън Уокър Риенстра (на английски: Ellen Walker Rienstra) и Джудит Уокър Линсли (на английски: Judith Walker Linsley). Двете пишат документална литература под истинските си имена, а любовни романи като Мари Бомонт и Елинор Линли (на английски: Elinor Lynley).
Двете сестри са родени в Бомонт, Югоизточен Тексас, САЩ. Елън Уокър е родена на 27 декември 1940 г. Получава бакалавърска и магистърска степен по музика в Университета „Ламар“ в Бомонт. Работи като виолончелист в Симфоничния оркестър и като исторически консултант за историята на Бомонт. Член е на местния Ротари клуб.
Джудит Уокър е родена през 1945 г. Получава бакалавърска и магистърска степен по история в Университета „Ламар“. Работи като изследовател за „McFaddin-Ward House“, журналист към местния вестник и редактор на „The Texas Gulf Historical and Biographical Record“.
Двете са авторки на документални книги за историята на Бомонт и бумът на нефтодобива в Южен Тексас.
От 1990 г. пишат под псевдоним три любовни романа.

## Произведения

### Като Мари Бомонт

#### Самостоятелни романи
- Catherine's Song (1990)
- Halfway Home (1993)
На път за дома, изд. „Арлекин България“ София (1994), прев. Юлия Чернева

#### Документалистика
- Racing Pigeons (1999) – с Дейвид Глоувър

### Като Елинор Линли

#### Самостоятелни романи
- Song of the Bayou (1999)

### Книги на Елън Уокър Риенстра

#### Документалистика
- Music in Texas – frontier to 1900 (1980)
- Beaumont, a Chronicle of Promise: An illustrated history (1982) – с Джудит Линсли
- A Pride of Kin (1985) – с Кали Уилсън
- Magnolia Garden Club 1937-1987: The First Fifty Years (1988)
- Giant Under the Hill: A History of the Spindletop Oil Discovery at Beaumont, Texas, in 1901 (2002) – с Джудит Линсли и Джо Ан Стил
- Historic Beaumont: An Illustrated History (2003) – с Джудит Линсли

### Книги на Джудит Уокър Линсли

#### Документалистика
- Beaumont, a Chronicle of Promise: An illustrated history (1982) – с Елън Риенстра
- Giant Under the Hill: A History of the Spindletop Oil Discovery at Beaumont, Texas, in 1901 (2002) – с Елън Риенстра и Джо Ан Стил
- The McFaddin-Ward House (1992) – с Джесика Фой
- Historic Beaumont: An Illustrated History (2003) – с Джудит Линсли